# Bolingbrook
Bolingbrook es una villa ubicada en los condados de Will y DuPage, en el estado estadounidense de Illinois. Según el censo de 2020, tiene una población de 73,922 habitantes.
Es un suburbio de la ciudad de Chicago, situado a unos 45 kilómetros al suroeste del centro de la ciudad. 

## Geografía
Bolingbrook se encuentra ubicada en las coordenadas 41°41′28″N 88°6′6″O / 41.69111, -88.10167. Según la Oficina del Censo de los Estados Unidos, Bolingbrook tiene una superficie total de 63.76 km², de la cual 63.22 km² corresponden a tierra firme y 0.54 km² es agua.

## Demografía
Según el censo de 2010, había 73366 personas residiendo en Bolingbrook. La densidad de población era de 1.167,83 hab./km². De los 73366 habitantes, Bolingbrook estaba compuesto por el 54.27 % blancos, el 20.44 % eran afroamericanos, el 0.31 % eran amerindios, el 11.39 % eran asiáticos, el 0.02 % eran isleños del Pacífico, el 10.16 % eran de otras razas y el 3.4 % pertenecían a dos o más razas. Del total de la población el 24.48  % eran hispanos o latinos de cualquier raza.

## Economía
En 2019, 24 empresas de diversos tamaños tienen su sede corporativa en Bolingbrook.

### Principales empleadores [ editar fuente ]
El principal empleador de la ciudad es Amazon, con 7000 trabajadores, lo que representa cerca del 10% de la población de la localidad.